# Halskäfer
Der Halskäfer oder  Sumpf-Halsläufer (Odacantha melanura) ist ein Käfer aus der Familie der Laufkäfer (Carabidae). Er ist die einzige Art der Gattung Odacantha in Europa.

## Merkmale
Die Käfer erreichen eine Körperlänge von 6 bis 8 Millimetern und sind durch ihre Körperform unverkennbar. Der Kopf und der grob mit Punkten strukturierte Halsschild sind glänzend schwarzblau gefärbt. Der Kopf ist langgestreckt und flach. Auf Höhe der Facettenaugen ist er breiter als der Halsschild. Dieser ist sehr schmal und langgezogen, und auch die Schläfen am Kopf sind lang nach hinten gezogen, weswegen der Käfer seinen deutschen Namen trägt. Die Deckflügel (Elytren) sind gelb bis orangerot und haben an ihrem Ende einen dunklen Fleck, um den meist ein schmaler heller Rand bleibt. Die ersten vier Glieder der Fühler sind ebenso wie die Beine gelb bis orangerot, die restlichen Fühlerglieder, die Palpen, die Enden der Schenkel (Femora) und die Tarsen sind dunkel gefärbt.

## Vorkommen
Die Tiere kommen von Westeuropa, östlich über den Kaukasus und Sibirien bis nach Ostasien, vom Flachland bis in mittlere Lagen vor. Sie sind in England nur vereinzelt zu finden und fehlen im hohen Norden und stellenweise auch im Süden Europas. Sie leben am Rand von Gewässern unter Steinen und im Moos und Bodenstreu.

## Lebensweise
Halskäfer ernähren sich räuberisch und fressen vor allem Springschwänze. Die Imagines überwintern in den Stängeln von verschiedenen Wasserpflanzen. Die Larven leben und entwickeln sich ebenfalls in diesen Stängeln. Die Paarung findet im Frühling statt.